# アルピナ・B6ビターボ
B6ビターボ (ALPINA B6 BITURBO) は、ドイツの自動車メーカーであるアルピナ（Alpina Burkard Bovensiepen GmbH&Co）が2011年12月に発売したクーペおよびカブリオレタイプの高級車である。

## 概要
B6はBMW・6シリーズをベースとする。ボディそのものは6シリーズと共通であり、BMWのエンブレムも付くが、パワートレインは別設計され、大きく「ALPINA」の文字が記されたエアロパーツや、特徴的な20インチのホイールが6シリーズとは別物であることを示している。また、日本での発売は決まっていないが、2014年3月にジュネーブモーターショーでB6グランクーペもデビューしている。
100km/hからの制動距離33mは、この重量のクラスとしてはトップクラス。最高巡航速度のテストはドバイで行われており、気温45℃で40分以上の最高速を維持するテストをクリアしている。ボディーカラーはアルピナブルー、アルピナグリーンの他、BMW6シリーズの全設定色、他シリーズ、廃盤カラーも選べる場合がある（標準ソリッドカラー、メタリックカラー以外オプション）。
内装には標準装備のウッドとしてアルピナ専用ウッド「Myrte」が使われているが、オプションでピアノブラックやカーボン調、ボディ同色なども選択可能である。標準はダコダレザーシート（3色）。オプションのレザーシートにはナッパレザー（4色）、メリノレザー（5色）、アルピナレザー（ラヴァリナレザー）（15色）の3種類から選択することができる。また、シートにひし形マークや、アルピナロゴを入れることもできる。
本体価格は1,954万円（B6 Coupe）、2,083.6万円（B6 Cabrio）。右ハンドルはオプションで選択可能（+33万円）。20インチの大径ホイールを標準装備（ALPINA CLASSIC Styling III）する。タイヤはMICHELIN Pilot Super Sport PSSで、前255/35ZR20、後285/30/ZR20の前後異径サイズとなる。
2015年3月、ジュネーブモーターショーにて、B6エディション50がデビューした。エンジン出力が600hp、800Nmに向上し、0-100km/h加速も4.3秒から4.2秒に、0-200km/h加速では12.9秒から12.7秒となった。専用装備としては、オリジナルピアノブラックインテリア（ボーフェンジーペンサイン入り）、専用シートエンブレム、専用デコライン、専用鍛造ホイール（10J。タイヤサイズは295/30R20）、専用アクラポビッチ製チタンマフラーカーボンテールパイプが標準装備となる。また、オプションでブレンボ製高性能ブレーキシステムも選べるようになった。

## モデル
- 2011年12月 - B6ビターボ クーペ/カブリオを発売。
- 2012年4月 - 吸排気系の改良により、馬力が540PSから550PSに向上した。
- 2014年
  - 3月 - ジュネーブモーターショーでB6グランクーペ ALLRAD（4WD）がデビュー。0-100kmは4秒を切り3.9秒となった。
  - 11月 - 日本で正式に販売が決定する。2015年4月生産より受注開始。価格は2,197万円。全て左ハンドル、ALLRAD（4WD）の設定。2015年3月のフェイスリフトにより日本モデルは全てフェイスリフト後のモデルになる。エンジンは441kw/600PS、800Nmとなり、0-100km/hは3.8秒となった。

## アルピナ専用技術（F12, F13, F06）
エンジン関連
- BMW ALPINA B6 GT3からレーシングテクノロジーを引継ぎ、1気筒ずつ瞬間的に個別に休止するシングルシリンダー・ステップダウン（EZA）を搭載。高いトルクを維持しながらも数ミリ秒での迅速なシフト・アップを可能にした。

ターボチャージャー
- 排気パイプ径 エンジン側：44mm 排気側：50mm
- 過給圧 1.2bar

クーリング関連
- 旧・B5BTurbo比でラジエーター容量を57%増、インタークーラー容量23%増
- ターボチャージャーの圧力損失を減らすため、インタークーラーのフランジ（入口・出口）を最適化し、圧力損失を45%低減。過給圧増圧に貢献。ラジエーターの電動ファンは1,000Wに拡大。

LSD
- クーペにはDrexlerのLSDが標準装備（機械式）

ステアリング
- バリアブルスポーツステアリングは別プログラム。

トランスミッション
- ZF製8HP70　8速スイッチトロニックミッション
- トルクコンバータはアルピナ製。プログラムも専用のものを使っている。

アクラボビッチエキゾーストシステム
- オールチタン製。従来型ステンレスエキゾーストの重量が50Kgに対し23kgに軽減、その上耐熱効果が向上し耐蝕性も向上。
- キャタライザーは別メーカー製。アクラボビッチに納品され、アクラボビッチにてワンピースに組み立てられる。
- ステンレス製の場合は、テールエンドが伸びることがあるが、チタンは変形が極めて少ない。
- 左右2本の内側パイプエンド近くに排気バルブがありDMEでコントロールされている。コンフォート&コンフォート+では3,000rpmまでは閉まっているが1速と2速でアクセルを60%以上開くとバルブが開く。スポーツ&スポーツ+では常時開いている。
- 「X-Hose」サウンドエンジニアリングテクノロジー（中央部分で集合させ抵抗をかけずに低音を実現させる、B3GT3同様）を採用し、高回転時に低音かつ、こもりのない音色を発する。

エアロ・ダイナミクス
- 専用のフロントスポイラー、リアスポイラー（ウイング）、リアディフューザーを装備。
- リアディフューザーを装着することで、ボディ下部を流れる空気の流速が早くなり「リフト」が軽減されるように設計。
- CD値はスポイラー 0.301 ウイング 0.299 フロント -20%